# تماشاخانه ایرانشهر

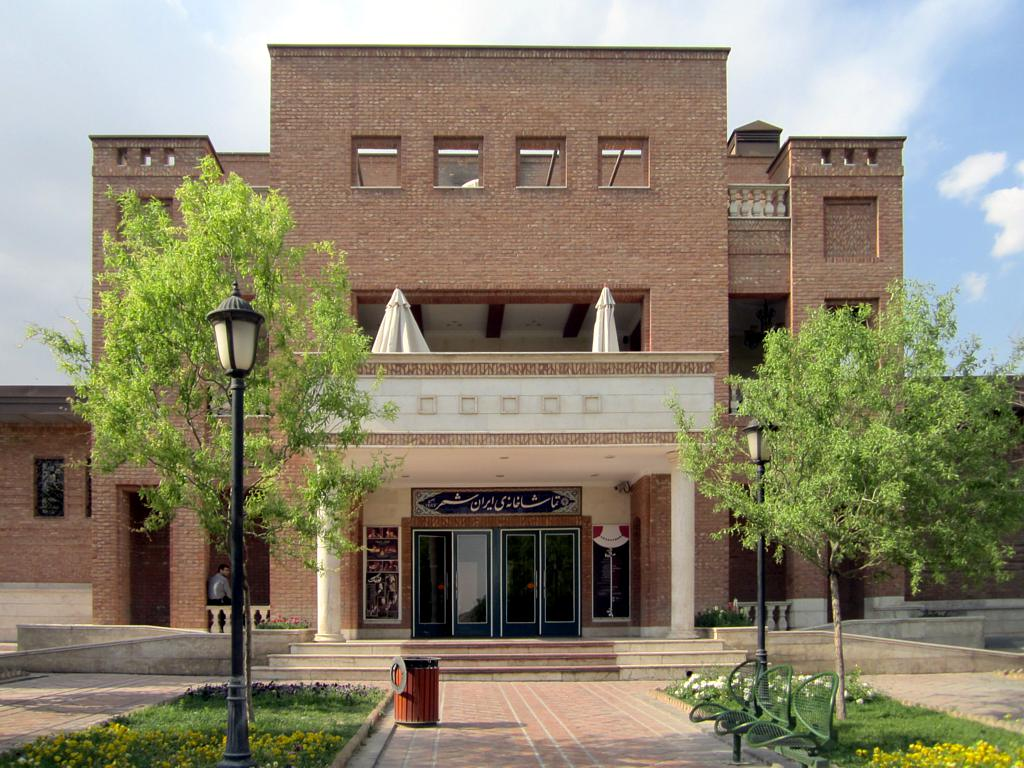
تماشاخانه ایرانشهر

تماشاخانهٔ ایرانشهر یک مرکز نمایش تئاتر است که در ضلع شرقی پارک هنرمندان قرار دارد. این تماشاخانه دو سالن نمایش دارد.

## تاریخچه
طرح تماشاخانه ایرانشهر در سال ۱۳۸۱ زیر نظر شهرداری تهران تصویب شد ولی ساخت آن به‌طور جدی از سال ۱۳۸۵ آغاز شد. و در تیر ۱۳۸۸ به‌طور رسمی افتتاح شد.

## ویژگی‌ها
این مجموعه در زمینی به مساحت ۲۵۰۰ متر مربع، در فضایی ۶۰۰ متر مربعی محوطه‌سازی شده پشت خانه هنرمندان ایران در پارک هنرمندان قرار دارد و شامل ۲ سالن استاد ناظرزاده کرمانی و استاد سمندریان می‌باشد. امکان خرید بلیط نمایش‌ها به صورت آنی از طریق وبگاه تماشاخانه وجود دارد. طبق آئین‌نامه تماشاخانه ایرانشهر نمایشنامه‌هایی می‌توانند در سالن‌های این مجموعه به اجرا دربیایند که از سوی اداره نظارت و ارزشیابی اداره کل هنرهای نمایشی مجوز اجرا دریافت کرده باشند.

### سالن سمندریان
این سالن به نام حمید سمندریان نام‌گذاری شده‌است و دارای امکانات زیر است:
- میکسر نور
- ۵۷ دستگاه پروژکتور قابلیت جابجایی در زوایای گوناگون
- این سالن به گونه‌ای است که می‌توان به صورت چهارسو در آن اجرای نمایش داشت و ۶ سکوی تماشاگر آن نیز به صورت برقی قابل جابجا شدن هستند.
- دو دستگاه مه‌ساز و یک فلشر
- میکسر صدا با ۶ باند
- سیستم ضد حریق و سیستم حرارتی و برودتی و سیستم مداربسته تصویری
- چندین اتاق گریم مطابق با استاندارد روز اروپا

### سالن ناظرزاده
این سالن به نام فرهاد ناظرزاده کرمانی نام‌گذاری شده.